# Bethan Huws
Bethan Huws (née en 1961) est une artiste galloise.

## Biographie
Elle a également exposé à la Biennale de Venise.[évasif]

## Récompenses et distinctions
Bethan Huws a remporté le prix B.A.C.A. Europe 2006 décerné par le Bonnefantenmuseum à Maastricht.